# Єрасімос Даваріс
Єрасімос Даваріс (грец. Γεράσιμος Ντάβαρης) (13 червня 1958, Афіни) — грецький дипломат. Генеральний консул Греції в Одесі (2008—2010). Надзвичайний і Повноважний Посол Греції в Лімі, Перу (з 2016).

## Життєпис
Народився 13 червня 1958 року в місті Афіни. Закінчив школу філософії Афінського університету. Вивчав Історію 20 століття — Міжнародні відносини, Університеті Сорбонна (магістрант). Володіє мовами Французька, англійська, італійська.
У 1985—1990 рр. — співробітник Дирекції міжнародних економічних організацій МЗС Греції, підвищений до посади третього секретаря Посольства
У 1990 році — співробітник Директорату етикету МЗС Греції.
У 1990—1996 рр. — третій секретар посольства в Організації з безпеки та співробітництва в Європі (ОБСЄ), Відень, Австрія. Одночасно, з березня по липень 1992 року, на конференції з безпеки та співробітництва в Європі (ОБСЄ), Гельсінки, Фінляндія. З жовтня по грудень 1994 року, на Конференції з безпеки та співробітництва в Європі (ОБСЄ), Будапешт, Угорщина.
У 1996—1999 рр. — третій секретар посольства в посольства Греції у Кувейті.
У 1999 році -співробітник Постійного представництва в Раді Європи, Страсбург, Франція
У 1999—2002 рр. — співробітник Дирекції європейських країн МЗС Греції
У 2002—2002 рр. — співробітник Посольства Греції в Римі, Італія
У 2002—2003 рр. — співробітник Посольство Греції у Ватикані
У 2003—2006 рр. — співробітник Посольство Греції в Римі, Італія.
У 2006—2008 рр. — Генеральний консул в Софії, Болгарія.
У жовтні 2008 — грудні 2010 рр. — Генеральний консул в Одесі, Україна.
У 2011—2012 рр.- працював у Дирекції Організації з безпеки та співробітництва в Європі (ОБСЄ) та Ради Європи.
У 2012—2016 рр. — Повноважний міністр Посольства Греції в РФ.
З 2016 року — Надзвичайний і Повноважний Посол Греції в Лімі, Перу, з акредитацією в Еквадорі.